# Arctornis perfecta
Arctornis perfecta är en fjärilsart som beskrevs av Walker 1862. Arctornis perfecta ingår i släktet Arctornis och familjen tofsspinnare. Inga underarter finns listade i Catalogue of Life.